# 40 lat minęło
40 lat minęło (ang. This is 40) – amerykański film komediowy z 2012 roku.

## Opis
Film, opowiadając o codziennych problemach głównych bohaterów Debbie i Pete'a, przedstawia humorystyczne spojrzenie na życie małżeństwa. Po długich latach w małżeństwie pojawia się kryzys, i w nieco inny, bo komiczny sposób próbują pogodzić wszystkie aspekty wspólnego życia – romansowy, zawodowy i rodzicielski.

## Główne role
- Paul Rudd: Pete
- Leslie Mann: Debbie
- Maude Apatow: Sadie
- Iris Apatow: Charlotte
- Albert Brooks: Larry
- John Lithgow: Oliver
- Jason Segel: Jason
- Annie Mumolo: Barb
- Chris O’Dowd: Ronnie
- Robert Smigel: Barry
- Megan Fox: Desi
- Charlyne Yi: Jodi
- Melissa McCarthy: Catherine
- Ryan Lee: Joseph